# 罫線表

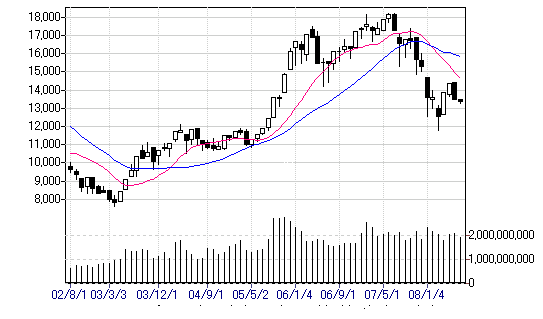
三尊天井を打った日経平均株価チャート（2002年8月 - 2008年7月）

罫線表（けいせんひょう）あるいはチャートとは、主に株式、商品取引、為替等の相場を観測する目的で、価格等の情報を示した図表である。図示する情報の種類・作成手法により様々な種類が存在する。

## 利用
罫線表は図表だけでなく、その様相を分析することにより将来の相場の値動きを予測する解釈論を伴っていることが通例である。
過去の相場の値動きから将来を予測することをテクニカル分析というが、罫線表を利用すると図解による分析が可能である。
価格の動きだけではなく、出来高、移動平均線など他の指標を同時に観測し、将来の株価を予測する。